# لیمور استیشن (کالیفرنیا)
لیمور استیشن (به انگلیسی: Lemoore Station) یک منطقهٔ مسکونی در ایالات متحده آمریکا است که در شهرستان کینگز، کالیفرنیا واقع شده‌است. لیمور استیشن ۱۰٫۸۹۲ کیلومتر مربع مساحت و ۷٬۴۳۸ نفر جمعیت دارد و ۶۸٫۸۹ متر بالاتر از سطح دریا واقع شده‌است.